# Gina Gershon
Gina Gershon, född 10 juni 1962 i Los Angeles, Kalifornien, är en amerikansk skådespelare.

## Filmografi
- 1986 – Pretty in Pink
- 1988 – Red Heat
- 1988 – Cocktail
- 1991 – Out for Justice
- 1992 – The Player
- 1995 – Showgirls
- 1996 – Bound
- 1997 – Face/Off
- 1998 – Palmetto
- 2001 – Driven
- 2002 – Borderline
- 2003 – Prey for Rock & Roll
- 2006 – Delirious
- 2007 – P.S. I Love You
- 2009 – Love Ranch
- 2011 – Killer Joe
- 2012 – LOL: Laughing Out Loud
- 2023 – Thanksgiving
- 2024 – Borderlands
- 2025 – Torpeden (TV-serie)